# Club Social y Atlético Guillermo Brown
O Club Social y Atlético Guillermo Brown, também conhecido como Guillermo Brown, é um clube esportivo argentino localizado na cidade de Puerto Madryn, na província de Chubut, na Argentina. Foi fundado em 14 de janeiro de 1945 e ostenta as cores azul e branco.
Sua principal atividade esportiva é o futebol profissional. O clube disputa atualmente a Primera Nacional, a segunda divisão do sistema de ligas de futebol argentino, desde que alcançou o acesso após terminar na 1.ª colocação do grupo 1 do Torneo Federal A de 2014. O clube manda seus jogos no estádio Raúl Conti, do qual é proprietário, e cuja inauguração ocorreu em 25 de maio de 1967. A praça esportiva, também localizada em Puerto Madryn, conta com capacidade para 15 000 espectadores.

## Títulos
| CAMPEONATOS NACIONAIS | CAMPEONATOS NACIONAIS | CAMPEONATOS NACIONAIS | CAMPEONATOS NACIONAIS | CAMPEONATOS NACIONAIS | CAMPEONATOS NACIONAIS |
| Divisão               | Competição            | Associação            | Títulos               | Temporadas            | Ref.                  |
| --------------------- | --------------------- | --------------------- | --------------------- | --------------------- | --------------------- |
| Terceira              | Torneo Argentino A    | CFFA (AFA)            | 1                     | 2010–11               | [carece de fontes?]   |
| Segunda               | Torneo Federal A      | CFFA (AFA)            | 1                     | 2014                  | [carece de fontes?]   |
| Quarta                | Torneo Argentino B    | AFA                   | 1                     | 2002–03               | [carece de fontes?]   |